# 투하트 (비디오 게임)
《투하트》(일본어: トゥハート, To Heart)는 1997년에 일본의 리프에서 출시한 학원 러브 코미디 비주얼 노벨이다.
본작을 바탕으로 한 애니메이션은 1999년에 KSS Inc., 아쿠아플러스가 제작하였으며, 대한민국에서는 투니버스를 통해 2000년 10월부터 11월까지 방영하였다. 미국에서는 2007년부터 더 라이트 스터프 인터내셔널을 통해 북미판 DVD로 출시되고 있다.

## 소개
리프 사는 사운드 노벨 방식을 도입한 비주얼 노벨인 《시즈쿠》와 《키즈아토》를 통해 제한적인 인기를 얻고 있었으며, 투하트는 이 시리즈의 3번째 작품이다. 시나리오 작가인 다카하시 다츠야(高橋龍也)에 의하면 본 작품은 당시 부진했던 리프의 매상에 공헌하도록 기획된 것으로, 광적인 색채가 강한 2개의 전작들과는 달리 광범위한 유저들에게 어필하는 작품이다.
《시즈쿠》와 《키즈아토》가 사운드 노벨의 원조인 《제절초》의 영향을 받아서 그로테스크한 묘사를 사용한 서스펜스 분위기의 작품인 것에 비해, 본 작품은 라이트 노벨 분위기를 첨가하여 보다 큰 시장에서의 어필을 목표로 한 것이다. 이 목적은 결국 적중하여 매상도 증대하고 한동안 열광적인 붐으로까지 발전하였다.
다만 본 작품의 속편인 《투하트2》는 2년 뒤를 배경으로 하지만, 스토리 연관성이 있으나 본 작품의 캐릭터는 간접적으로 묘사될 뿐이다.

## 역사
- 1997년 5월 23일 : PC판 발매
- 1999년 3월 25일 : 플레이스테이션(PS)판 발매
- 1999년 4월 1일 : TV 애니메이션「투하트」 일본에서 방영 개시(6월 24일 종영, 전체 13화)
- 1999년 10월 27일 : 드라마 CD 「Piece of Heart」발매(2000년 8월 23일 재판)
- 2003년 6월 19일 : PC판 리뉴얼 패키지로 발매
- 2003년 6월 27일 : 「To Heart PSE」발매
- 2004년 10월 2일 : TV 애니메이션 「To Heart ~Remember My Memories~」방영 개시
- 2004년 12월 28일 : 「To Heart & ToHeart2 한정 디럭스 팩」발매(본 작품의 PS2판을 포함)

## 메이드 로봇
본작의 세계관에 대해서는, 거의 현대(1997년 당시)를 본뜨고 있지만, 유일한 큰 차이점으로서 「메이드 로봇」이라고 불리는 작업용 안드로이드가 등장한다. 작중에서는 이미 양산화 되고 있어 1체의 가격은 자가용차 1대 정도이라고 된다. 다만 감정을 가져 고유의 캐릭터로서 등장하는 「메이드 로봇」은, 양산화전의 시험 제작기 2체. 어느쪽이나 후년의 동종의 에로 게·걸 게나, 만화(동인작품 포함한다)에 큰 영향을 주었다.

## 애니메이션
《ToHeart》라는 제목으로 1999년 4월 2일부터 6월 25일까지 방송되었다. PS판의 발매에 맞춘 것으로, 오프닝 테마와 무비, 성우진이 공통이 되었다.

### 스태프
- 원작 - AQUAPLUS
- 감독 - 타카하시 나오히토
- 시나리오 감수 - 타카하시 타츠야
- 시리즈 구성 - 야마구치 히로시
- 캐릭터 원안·감수 - 미나즈키 토오루
- 캐릭터 디자인·총작화 감독 - 치바 유리코
- 미술 감독 - 코바야시 시치로, 타카하시 히사요시
- 색채 설계 - 와타나베 아키
- 촬영 감독 - 오키노 마사히데
- 편집 - 헨미 토시오
- 음향 감독 - 와타나베 준
- 음악 - 와다 카오루
- 음악 제작 - KSS
- 치프 프로듀서 - 아사가 타카오, 오쿠노 토시아키
- 프로듀서 - 이와카와 히로시, 칸다 슈키치, 테라사키 타카시
- 애니메이션 프로듀서 - 와사키 노부유키
- 애니메이션 제작 - OLM
- 제작 - KSS

### 주제가
오프닝 테마 〈Feeling Heart〉
작사 - 스타니 나오코 / 작곡·편곡 - 시모카와 나오야 / 노래 - 나카츠카사 마사미
엔딩 테마 〈Access〉
작사 - KAZUYO / 작곡 - 오사베 마사요시 / 편곡 - HIRO / 노래 - SPY
엔딩 테마 〈Yell〉
작사 - 무츠미 스미요 / 작곡 - 마에다 카츠키 / 편곡 - 사카모토 마사유키 / 노래 - 카와스미 아야코
니가타 방송과 키즈 스테이션, 패키지 미디어에서만 사용.

### 방영 목록
| 화수 | 제목                           | 각본            | 그림 콘티         | 연출                            | 작화 감독                 | 방송일         |
| ---- | ------------------------------ | --------------- | ----------------- | ------------------------------- | ------------------------- | -------------- |
| 1    | 新しい朝 개학 첫날 아침        | 야마구치 히로시 | 타카하시 나오히토 | 타카하시 나오히토               | 치바 유리코               | 1999년 4월 2일 |
| 2    | 放課後の出来事 방과후에 생긴일 | 야마구치 히로시 | 요코타 카즈       | 오오마치 시게루                 | 코바야시 카츠토시         | 4월 9일        |
| 3    | 陽だまりの中 햇빛 속에서       | 후지타 신조     | 이와사키 요시아키 | 무라타 카즈야                   | 이토 타케시               | 4월 16일       |
| 4    | 輝きの瞬間 빛나는 순간         | 야마구치 히로시 | 타카모토 요시히로 | 후카자와 코지                   | 치바 유리코               | 4월 23일       |
| 5    | 青い空の下で 푸른하늘 아래서   | 야마구치 히로시 | 무라타 카즈야     | 무라타 카즈야                   | 사이토 에이코             | 4월 30일       |
| 6    | 憧れ 동경                      | 야마구치 히로시 | 요코타 카즈       | 오오마치 시게루                 | 코바야시 카츠토시         | 5월 7일        |
| 7    | 揺れるまなざし 흔들리는 눈빛   | 후지타 신조     | 후카자와 코지     | 키미야 시게루                   | 히라이시 모토코           | 5월 14일       |
| 8    | おだやかな時刻 따스한 시간     | 후지타 신조     | 후카자와 코지     | 후카자와 코지                   | 사와다 마사히토           | 5월 21일       |
| 9    | 心の在り処 마음이 머무는 곳    | 야마구치 히로시 | 이와사키 요시아키 | 무라타 카즈야                   | 사이토 에이코             | 5월 28일       |
| 10   | 夢見る笑顔 꿈꾸는 미소         | 후지타 신조     | 무라타 카즈야     | 무라타 카즈야                   | 사이토 에이코 치바 유리코 | 6월 4일        |
| 11   | ぬくもりの瞳 따뜻한 눈동자     | 야마구치 히로시 | 후카자와 코지     | 후카자와 코지                   | 사이토 에이코 치바 유리코 | 6월 11일       |
| 12   | 想いの季節 사랑의 계절         | 후지타 신조     | 타카하시 나오히토 | 무라타 카즈야                   | 사이토 에이코 치바 유리코 | 6월 18일       |
| 13   | 雪の降る日 눈 내리는 날        | 야마구치 히로시 | 타카하시 나오히토 | 타카하시 나오히토 후카자와 코지 | 사이토 에이코 치바 유리코 | 6월 25일       |

## 같이 보기
- 투하트2